# Antoniadi (cràter)
|  | Aquest article tracta sobre un cràter de la Lluna. Si cerqueu un cràter de Mart, vegeu «Antoniadi (cràter marcià)». |

Antoniadi és un gran cràter d'impacte de la Lluna que es troba a l'hemisferi sud de la cara oculta de la Lluna. El cràter s'endinsa en la vora sud-est del cràter Minnaert, una formació una mica més petita que està significativament més erosionada. Unit a la vora oriental d'Antoniadi es troba Numerov, un altre gran cràter antic, semblant a Minnaert. A sud d'Antoniadi hi ha el petit cràter Brashear.

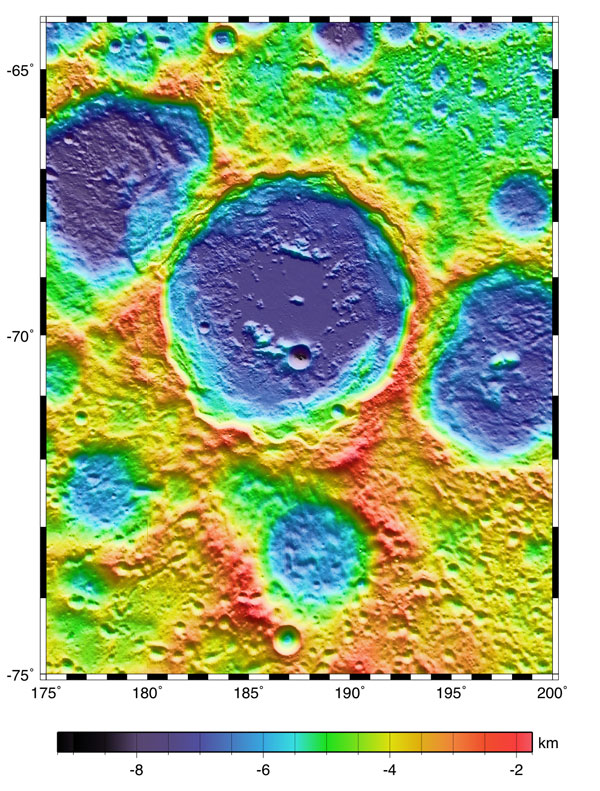
Localització d'Antoniadi (centre de la imatge)
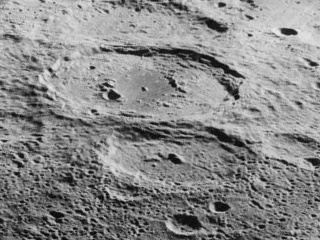
Vista obliqua d'Antoniadi (a sobre del centre) i de Numerov (a sota del centre), a l'extrem de la Lluna, orientat cap a l'oest.
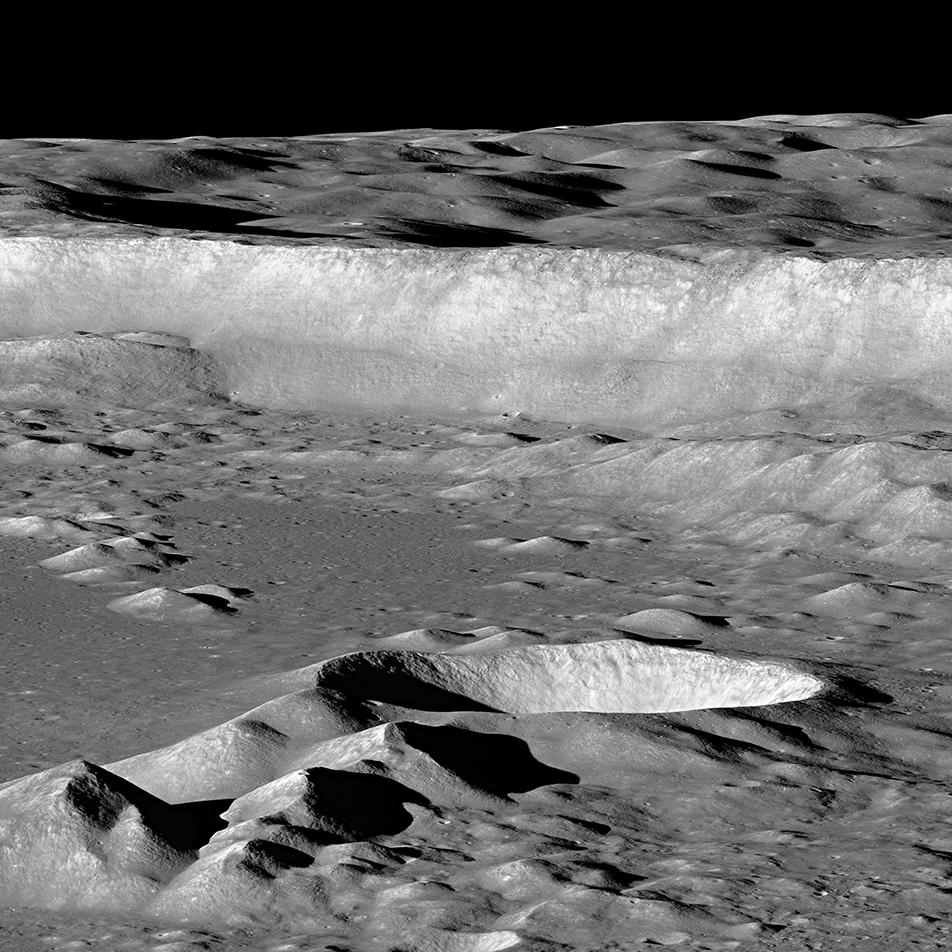
Fotografia de la missió LRO

El contorn exterior d' Antoniadi és generalment circular, amb una vora irregular que té múltiples osques sobre tot el perímetre. La paret està lleugerament erosionada, i reté una vora nítida i terrasses a les parets internes. Només s'adverteix un petit cràter a l'altre costat de la paret interior, prop de la vora sud-est.
Antoniadi és un dels pocs cràters a la Lluna que posseeix tant un segon anell intern amb un pic central. Aquest anell interior és aproximadament la meitat del diàmetre de la paret exterior, i únicament encara romanen els segments de les muntanyes escarpades de l'anell cap al nord i cap al sud. La part occidental de l'anell interior és gairebé inexistent, i només uns romanen pocs turons menors a l'est.
El sòl dins de la paret interior és inusualment pla i llis, amb un pic central que és l'única característica notable. El sòl fora de l'anell interior és molt més aspre en textura. El cràter més notable situal al sòl interior se situa a través de la vora oriental de la serralada de circumval·lació interior sud.

## El punt més baix de la Lluna
Es va mesurar el fons d'un petit cràter sense nom que es troba dins del cràter Antoniadi mitjançant un altímetre làser a bord del satèl·lit japonès Selenological and Engineering Explorer (SELENE) i es va descobrir que era el punt més baix de la Lluna. El punt es troba a 9,178 km per sota del geoide lunar mitjà. La mesura es va confirmar mitjançant dades d'altimetria làser de l'orbitador Chang'e 1, que va afinar la seva ubicació en les coordenades lunars 70° 22′ 05″ S, 172° 24′ 47″ E / 70.368°S,172.413°E
Aquest punt més baix ha estat anomenat extraoficialment «Punt Trieste» en honor del batiscaf Trieste, el primer vehicle que va descendir fins al punt més profund de la Terra.

## Altres referències
- (WGPSN), IAU Working Group for Planetary System Nomenclature. «Gazetteer of Planetary Nomenclature. 1:1 Million-Scale Maps of the Moon» (en anglès).  UAI / USGS, 13-02-2013. [Consulta: 6 abril 2016].
- Andersson, L. E.; Whitaker, E. A.,. NASA Catalogue of Lunar Nomenclature (en anglès).  NASA RP-1097, 1982.
- Blue, Jennifer. «Gazetteer of Planetary Nomenclature» (en anglès).  USGS, 25-07-2007. [Consulta: 2 gener 2012].
- Bussey, B.; Spudis, P.. The Clementine Atlas of the Moon (en anglès).  Nueva York: Cambridge University Press, 2004. ISBN 0-521-81528-2.
- Cocks, Elijah E.; Cocks, Josiah C.. Who's Who on the Moon: A Biographical Dictionary of Lunar Nomenclature (en anglès).  Tudor Publishers, 1995. ISBN 0-936389-27-3.
- McDowell, Jonathan. «Lunar Nomenclature» (en anglès).   Jonathan's Space Report, 15-07-2007. [Consulta: 2 gener 2012].
- Menzel, D. H.; Minnaert, M.; Levin, B.; Dollfus, A.; Bell, B. «Report on Lunar Nomenclature by The Working Group of Commission 17 of the IAU» (en anglès). Space Science Reviews, 12, 1971, pàg. 136.
- Moore, Patrick. On the Moon (en anglès).  Sterling Publishing Co, 2001. ISBN 0-304-35469-4.
- Price, Fred W. The Moon Observer's Handbook (en anglès).  Cambridge University Press, 1988. ISBN 0521335000.
- Rükl, Antonín. Atlas of the Moon (en anglès).  Kalmbach Books, 1990. ISBN 0-913135-17-8.
- Webb, Rev. T. W.. Celestial Objects for Common Telescopes, 6ª edición revisada (en anglès).  Dover, 1962. ISBN 0-486-20917-2.
- Whitaker, Ewen A. Mapping and Naming the Moon (en anglès).  Cambridge University Press, 2003. 978-0-521-54414-6.
- Wlasuk, Peter T. Observing the Moon (en anglès).  Springer, 2000. ISBN 1-85233-193-3.